# Nicola Peltz
Nicola Anne Peltz Beckham (Westchester, Nueva York, 9 de enero de 1995) es una actriz estadounidense que ejerce también el modelaje. Hija del empresario Nelson Peltz, tuvo una infancia acomodada y se interesó en la interpretación a los doce años, tras acudir a clases de teatro. Debutó en una función de Blackbird, representada por el Manhattan Theatre Club, y posteriormente participó en la producción cinematográfica Deck the Halls (2006), en un papel menor. Su primer trabajo como protagonista ocurrió cuatro años después, cuando interpretó a Katara en la película de acción y fantasía The Last Airbender (2010), una adaptación de la serie animada Avatar: la leyenda de Aang (2005–2008) que le mereció críticas negativas, al punto de que salió nominada al premio Golden Raspberry como peor actriz de reparto.
Los siguientes proyectos en que participó también fueron de alto perfil: la serie Bates Motel (2013–2017), donde desde 2013 hasta 2015 interpretó al interés amoroso del homicida Norman Bates, y la película Transformers: la era de la extinción (2014), que coprotagonizó y le mereció otra nominación al Golden Raspberry. Peltz combinó estas producciones con estrenos limitados o directamente para video, tales como Eye of the Hurricane (2011), Affluenza (2014) o Back Roads (2018). Después de trabajar además en videos musicales o en modelaje, en 2024 debutó como directora y guionista con la película dramática Lola. Por otro lado, en 2023 se casó con Brooklyn Beckham, con quien mantiene una relación muy cubierta por la prensa, y su carrera cinematográfica generalmente ha sido recibida con escepticismo por la crítica, debido a su acaudalada procedencia.

## Biografía

### Primeros años
Nacida el 9 de enero de 1995 en el condado neoyorquino de Westchester, su padre es el empresario multimillonario Nelson Peltz, presidente no operativo de Wendy's Company, y su madre es la modelo Claudia Heffner. Están casados desde 1985 y, para 2021, la fortuna familiar rondaba los 1600 millones de dólares. Es la sexta de ocho hermanos —seis varones y dos mujeres—, quienes son, por orden de nacimiento: Matthew, el también actor Will, Brad, Brittany, Diesel, Zachary y Gregory. Tiene ascendencias alemana, galesa e inglesa por parte materna, y rusa y austriaca por lado paterno. Es judía y lleva tatuada en las costillas la frase «la familia primero» en yidis. Se crio tanto en la finca familiar en Palm Beach (Florida) como en una mansión de veintisiete habitaciones en Bedford (Nueva York).
Creció con la idea de convertirse en jugadora de hockey sobre hielo, deporte que practicaba con sus hermanos, y estudió kungfú y taichí. Con respecto a los estudios, acudió a la privada Rye Country Day School (Rye), la Windward School (Los Ángeles) y a la Professional Children's School (Manhattan). A los doce años, se interesó por las clases de teatro escolares y comprendió que quería dedicarse a la actuación, de lo que inicialmente sus padres se pronunciaron en contra. No fue hasta que consiguió un representante y se hizo con su primer trabajo, una puesta en escena de Blackbird del Manhattan Theatre Club, que se mostraron más permisivos. Durante tres meses, asistió a la compañía teatral todas las noches de la semana, excepto el domingo, día de doble jornada.

### Carrera

#### 2006-2012: Temprano progreso

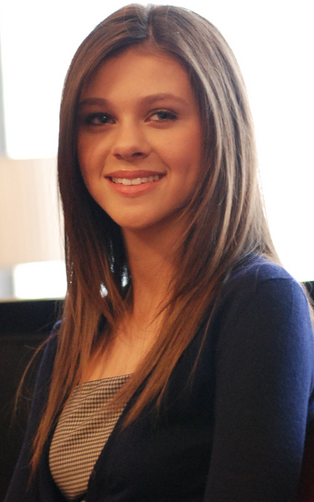
Peltz en junio de 2010

En 2006 interpretó a Mackenzie en la película Deck the Halls, un papel menor al punto de que, en sus propias palabras, «si pestañeas, no me verás». A los doce años, actuó en el video musical del tema «7 Things» (2008) de Miley Cyrus, al mismo tiempo que trabajó en la película Harold. Adicionalmente, obtuvo un papel en Righteous Kill (2008), protagonizada por Robert De Niro y Al Pacino, pero recortaron su escena, así que no figuró en los créditos.
En diciembre de 2008, época en la que seguía siendo relativamente desconocida, el director M. Night Shyamalan confirmó que Peltz interpretaría a Katara en The Last Airbender, adaptación de Paramount Pictures de la serie animada Avatar: la leyenda de Aang. Shyamalan estaba seguro de que era la candidata adecuada y dijo a los ejecutivos que no quería hacer la película sin ella, palabras similares a las que había dedicado a Haley Joel Osment cuando trabajaron juntos en The Sixth Sense (1999). No obstante, según una fuente recogida por CinemaBlend, la audición de Peltz habría resultado desfavorable, pero aun así obtuvo el papel gracias a conexiones de su padre. Al margen de eso, Katara está caracterizada de la misma forma en ambos formatos: en un mundo donde es posible manipular los cuatro elementos, es una maestra agua que, junto con su hermano, descubre dentro de un hielo a un niño llamado Aang, quien está destinado a liberarlos de la opresión del País del Fuego. El personaje es capaz de moldear, levantar, lanzar y congelar agua utilizando determinados movimientos, lo que requirió que Peltz se sometiera a un régimen de entrenamiento de artes marciales.
Estrenada en 2010, The Last Airbender supuso un incremento de popularidad para Peltz, aunque su interpretación fue objeto de críticas negativas de los especialistas. Por caso, Roger Ebert etiquetó tanto a la actriz como a Noah Ringer y a Jackson Rathbone de «bastante malos», aunque los excusó, al afirmar que no les faltaba talento, sino que se vieron afectados por la dirección y el guion. El trabajo de Peltz, que la redacción de Deseret News describió como «rígido», le valió una nominación al premio Golden Raspberry en la categoría peor actriz de reparto. Los seguidores de la serie original también juzgaron severamente la producción, a lo que se sumó un rendimiento mediocre en la taquilla. El siguiente trabajo de Peltz, estrenado directamente para video, fue Eye of the Hurricane (2011), donde interpretó a una joven de Everglades quien, junto con su familia, sufre la devastación provocada por un huracán.

#### 2013-2016: Incursión televisiva

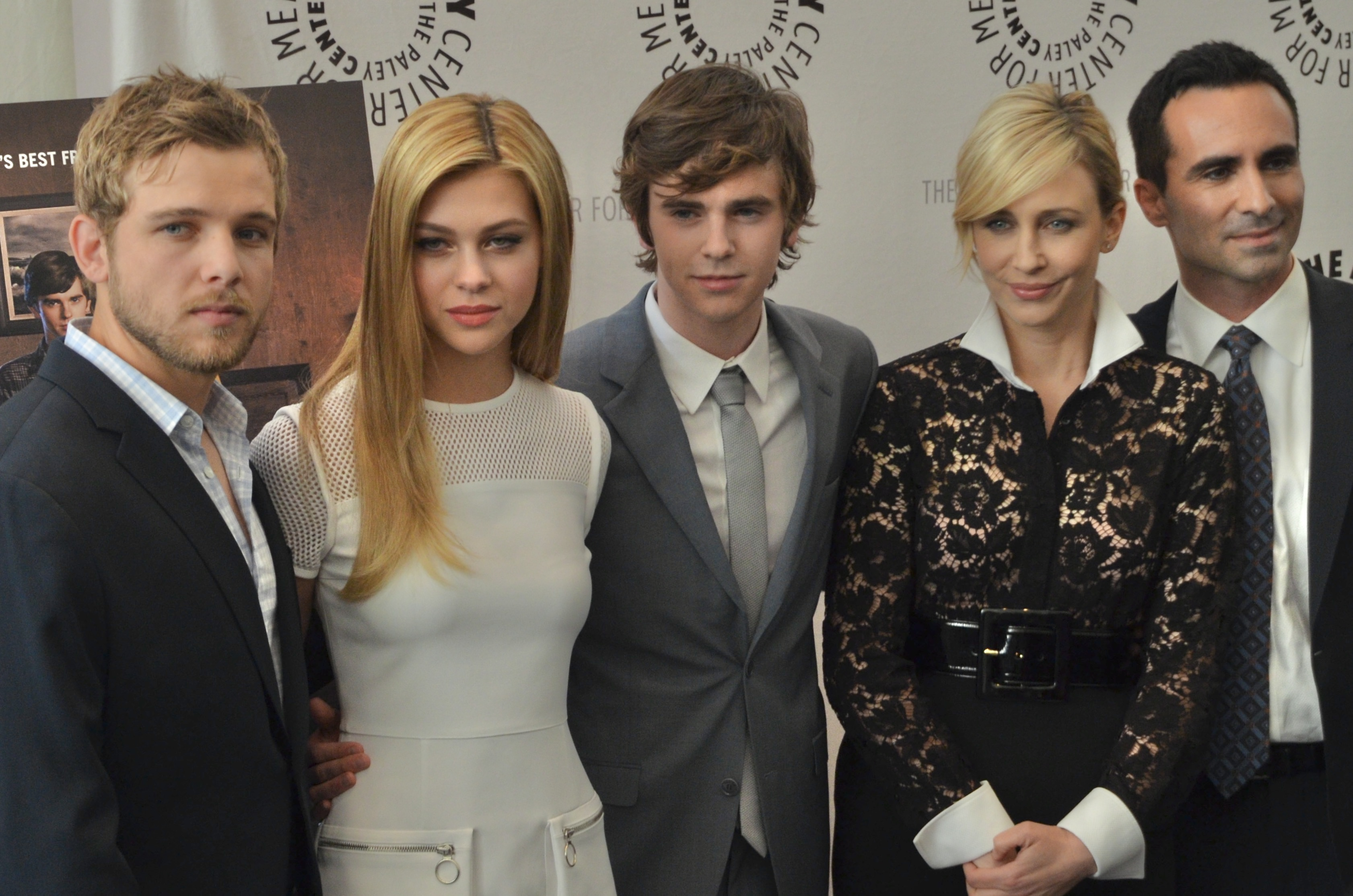
Peltz —cuarta, de derecha a izquierda— junto con el elenco de Bates Motel en el The Paley Center For Media NYC, 2013

En septiembre de 2012, la cadena A&E informó de que Peltz interpretaría al interés amoroso del asesino serial Norman Bates en la serie de televisión Bates Motel, que sirve como precuela de la película Psicosis (1960). Su personaje, Bradley Kenner, es compañera de instituto de Bates e informes preliminares la describieron como «adinerada, atractiva, inteligente, madura y popular». La intérprete estaba familiarizada con el material original, al que consideraba «emblemático», y recibió el trabajo unas semanas después de audicionar en Los Ángeles. Los supervisores le permitieron participar en el proceso creativo del personaje. En la segunda temporada, Bradley pasa de ser la novia de Bates a desarrollar deseos de venganza, en virtud del homicidio de su padre. Peltz trabajó en la serie hasta el final de la tercera temporada, que el canal emitió en mayo de 2015.
En 2014 protagonizó, junto con Mark Wahlberg y Jack Reynor, la película de gran presupuesto Transformers: la era de la extinción, la cuarta entrega de la franquicia, que supuso un cambio de elenco. Peltz interpretó a la hija del personaje de Wahlberg, Tessa, un arquetipo de adolescente que vive en un mundo donde robots gigantes se transforman en vehículos. Como la cinta está repleta de escenas de acción, fue menester que se sometiera a un plan de preparación física, así que practicó boxeo y cumplió con ejercicios de velocidad y resistencia durante un mes. La película gozó de éxito en la taquilla, a la vez que los especialistas la recibieron con críticas negativas. En Evening Standard, Charlotte O'Sullivan se refirió en malos términos a las tomas cuya única finalidad era resaltar el atractivo físico de Peltz, del mismo modo que Scott Bowles, quien escribió en USA Today que, «fiel al estilo de las mujeres de Michael Bay, [Tessa] simplemente está ahí para hacer caritas y usar pantalón corto». Fue nominada nuevamente a peor actriz de reparto por los premios Golden Raspberry, además de ser candidata en los Young Hollywood Awards como actriz revelación y en los Teen Choice Awards en la categoría actuación revelación en una película.
Igualmente en 2014, obtuvo un papel en la película de bajo presupuesto Affluenza, donde interpretó a Kate, una joven de elevada alcurnia que «es muy infeliz, aun cuando tiene todo lo que quiere», al haber crecido en un entorno disfuncional. En su análisis para Variety, Andrew Barker encontró obvia la influencia de El gran Gatsby (1925) en la cinta y trazó un paralelismo entre un personaje de esa novela, Daisy, y el de Peltz, por su función en la historia. En cuanto a la recepción, Barker no gustó del trabajo de Peltz y compañía, al afirmar que «parece una mala imitación de algún episodio de Gossip Girl». En 2015, la actriz desfiló para Balenciaga en la Semana de la Moda de París. Fruto de su amistad con Gigi Hadid, quien por aquel entonces estaba en pareja con Zayn Malik, obtuvo el papel protagónico del video musical de «iT's YoU», que Malik lanzó en 2016. El cortometraje, filmado en cámara lenta y en blanco y negro, la enseña como un personaje ambiguo, aunque la mayoría del público interpretó que la joven cumple la función de novia de Malik y que ambos se encuentran en medio de una ruptura. En ese sentido, Peltz dijo: «La gente se conecta con distintas canciones de diferentes maneras, por eso la música nos conmueve tanto. [...] Me gusta que haya tantas interpretaciones [del personaje]». Al mismo tiempo, encarnó a una joven víctima de difusión ilícita de fotografías íntimas, en la película dramática Youth in Oregon, que estrenaron directamente para video.

#### 2017-2021: Actuaciones secundarias

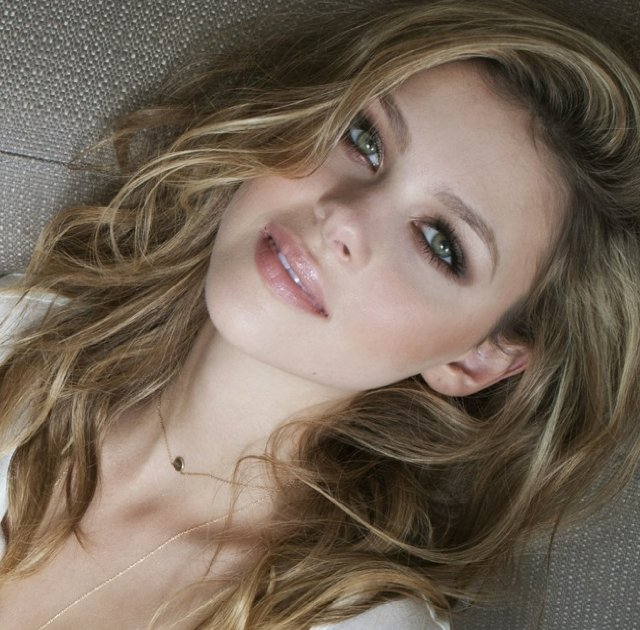
Peltz fotografiada en 2013

En 2017, participó en el episodio piloto de la serie dramática When the Streetlights Go On, en el papel de una estudiante sobresaliente que esconde su condición de drogadicta y de infiel empedernida. Como al personaje lo asesinan al comienzo, continuaría saliendo en pantalla únicamente a través de analepsis, pero Peltz no regresó al proyecto una vez que Paramount y Anonymous Content lo sirializó tres años después. Ese mismo año, actuó en la secuencia introductora de la serie de Marvel Inhumans, donde de nuevo a su personaje lo asesinan rápidamente. El analista de The A.V. Club Alex McLevy, quien escribió una reseña muy severa, aprovechó para criticar también el desempeño de Peltz en un trabajo anterior: «La escena introductora, tan abrupta que resulta hilarante, termina con Nicola Peltz recibiendo un disparo, algo más de lo que algunos fanáticos de Bates Motel habrán anhelado ver en pantalla». Por razones de trama, no hizo aparición física en la secuela de La era de la extinción, Transformers: el último caballero (2017), pues el papel de acompañante femenina de Wahlberg pasó a ocuparlo Isabela Moner, y se limitó a prestar su voz en una escena.
Su siguiente largometraje, Back Roads (2018), explora la vida de un joven que intenta criar a sus hermanas menores en medio de un panorama desolador; Peltz interpretó a la mayor de las tres, Amber, de carácter promiscuo y propensa a buscar relaciones tóxicas. La actriz había audicionado para el proyecto a los doce años, cuando este corría a cargo de Adrian Lyne, y le agradó tanto la historia que volvió a hacer la prueba en el momento en que Alex Pettyfer lo retomó años después. El director le permitió modificar a voluntad la vestimenta, el maquillaje y el peinado del personaje, cosa que Peltz creía muy importante para terminar de «convertirse en esa persona». Sin embargo, en opinión de Owen Gleiberman, de Variety, la artista no fue capaz de compaginar con esta «pueblerina moralmente imprudente, quien termina dando la simple impresión de ser una cualquiera». De manera semejante, en su análisis para Little White Lies, Charles Bramesco escribió que Pettyfer, director primerizo, dio demasiada libertad creativa al elenco, lo que en el caso de Peltz acabó perjudicándola.
También en 2018, fue parte del elenco de la película de terror Our House, en un papel marcadamente diferente a los que había interpretado con anterioridad: una científica y novia del protagonista, Ethan, que trabaja con este en un experimento de transmisión inalámbrica de energía el cual, con el correr de la historia, adquiere condición paranormal. La participación del personaje disminuye a medida que la trama comienza a centrarse en Ethan y en sus hermanos pequeños, a quienes acecha un espíritu. En 2019 actuó en la película dramática The Obituary of Tunde Johnson, en el papel de Marley, una estudiante engañada por su interés amoroso y por su mejor amigo a la vez, quienes en secreto mantienen una relación homosexual. En la tónica de trabajos anteriores, recibió una crítica mordaz, la de Stephen Whitty, quien en Screen International se consternó por la poca química entre el trío protagonista. Sobre Peltz en concreto dijo que «está maquillada como una muñeca Barbie y dirigida como si esto fuera una audición para un reinicio de Mean Girls», y que el personaje es incongruente en cuanto a identidad. Más positivo fue el comentario de Amy Nicholson en Variety, donde afirmó que la artista aporta una vibra «eléctrica» a un figura con matices. A esta siguió una actuación secundaria en la comedia Holidate (2020), como Felicity.

#### 2022-presente: Debut como directora
Representada por William Morris Endeavor, en 2022 desfiló en el evento Vogue World, posó para la edición de octubre de la revista Grazia US y participó en una colección de Pierpaolo Piccioli que se enseñó en W. Ese mismo año interpretó a la playmate Dorothy Stratten, víctima de homicidio por parte de su esposo, en el primer episodio de la miniserie Welcome to Chippendales. Peltz llevaba años interesada en el caso, desde el momento en que vio la película Star 80 (1983), y como preparación hizo una investigación exhaustiva acerca de Stratten, al punto de copiarla en las formas de hablar, vestirse o moverse. En 2023, modeló en la colección de otoño de Vogue titulada Just One Thing y en una campaña de GCDS, además de posar para Agata Serge en la versión taiwanesa de Harper's Bazaar, en la edición de noviembre. En enero de 2024 fue parte de una campaña de Balenciaga y, un mes después, Emman Montalvan la fotografió para una sesión de la marca Byrdie.
En 2024 se encargó de la dirección, el guion y el protagonismo de la película independiente Lola, que gira en torno a una bailarina exótica de diecinueve años, proveniente de un entorno disfuncional, que busca sostener económicamente a su hermano con disforia de género. La historia es resultado de un ejercicio creativo de escritura que realizó en su diario personal y para el personaje del hermano se inspiró en el hijo de Nancy Banks, su profesora de interpretación. Peltz no contemplaba llevar a cabo el proyecto e imaginaba que la directora debía ser mujer, porque el material requería de una «mirada femenina», a lo que el productor Will McCance la convenció de que lo dirigiera ella misma. Para el trabajo, hizo uso de un escenario plagado de colores claros, que funciona de contraste con la historia, y permitió que el elenco le consultara cualquier cambio que creyeran necesario. La película pasó desapercibida entre los especialistas y obtuvo comentarios dispares de los espectadores. Por otro lado, trabajó en el cortometraje Gin & Juice, producido en colaboración con Snoop Dogg y Dr. Dre, y donde el personaje de Peltz cumple la función de promocionar la marca de bebidas espiritosas de ambos artistas musicales, Gin & Juice By Dre and Snoop.

## Características e imagen pública
Desde sus primeros años en la industria del cine, y alentada por la profesora de actuación Nancy Bank, quien la dirige desde los quince años, acostumbra estudiar a los personajes que interpreta y se vale de un diario íntimo para anotar detalles que puedan llegar a serle útiles. Este proceso le ha servido también para componer proyectos, como en el caso de Lola. Por lo demás, debido al poder adquisitivo de su familia, los medios comunicativos han recibido con cierto escepticismo el trabajo de Peltz, al punto de sugerir que no forjó su carrera con méritos propios. Mientras promocionaba Welcome to Chippendales, trazó un paralelismo entre ella y Dorothy Stratten, ambas despreciadas por razones injustas, a su juicio: «Creo que la gente prejuzgaba a Dorothy por cómo hablaba, se veía o se vestía. No la tomaban en serio, y eso es algo con lo que puedo identificarme».
| Con esos labios carnosos y esos límpidos ojos azules, la hermosa neoyorquina se luce dondequiera que esté. —Violet Grey, proveedor de cosméticos. |

Para finales de 2012, se había convertido en «una figura a tener en cuenta en la gran pantalla». A pesar de que encarnó a una adolescente, por su participación en Transformers la prensa le acuñó la etiqueta de «símbolo sexual» y, en esa oportunidad, Michael Bay filmó secuencias que resaltaban su físico de forma sugerente. No obstante, la actriz mencionó que no tenía interés alguno en convertirse en la «nueva chica sexy de Hollywood» y que prefería centrarse en su trabajo. Atendida por la diseñadora Leslie Fremar, con frecuencia apuesta por un estilo minimalista y moderno, además de usar marcas como Prada, Balenciaga, Stella McCartney, Dolce & Gabbana, Yves Saint Laurent y Louis Vuitton.

## Vida privada

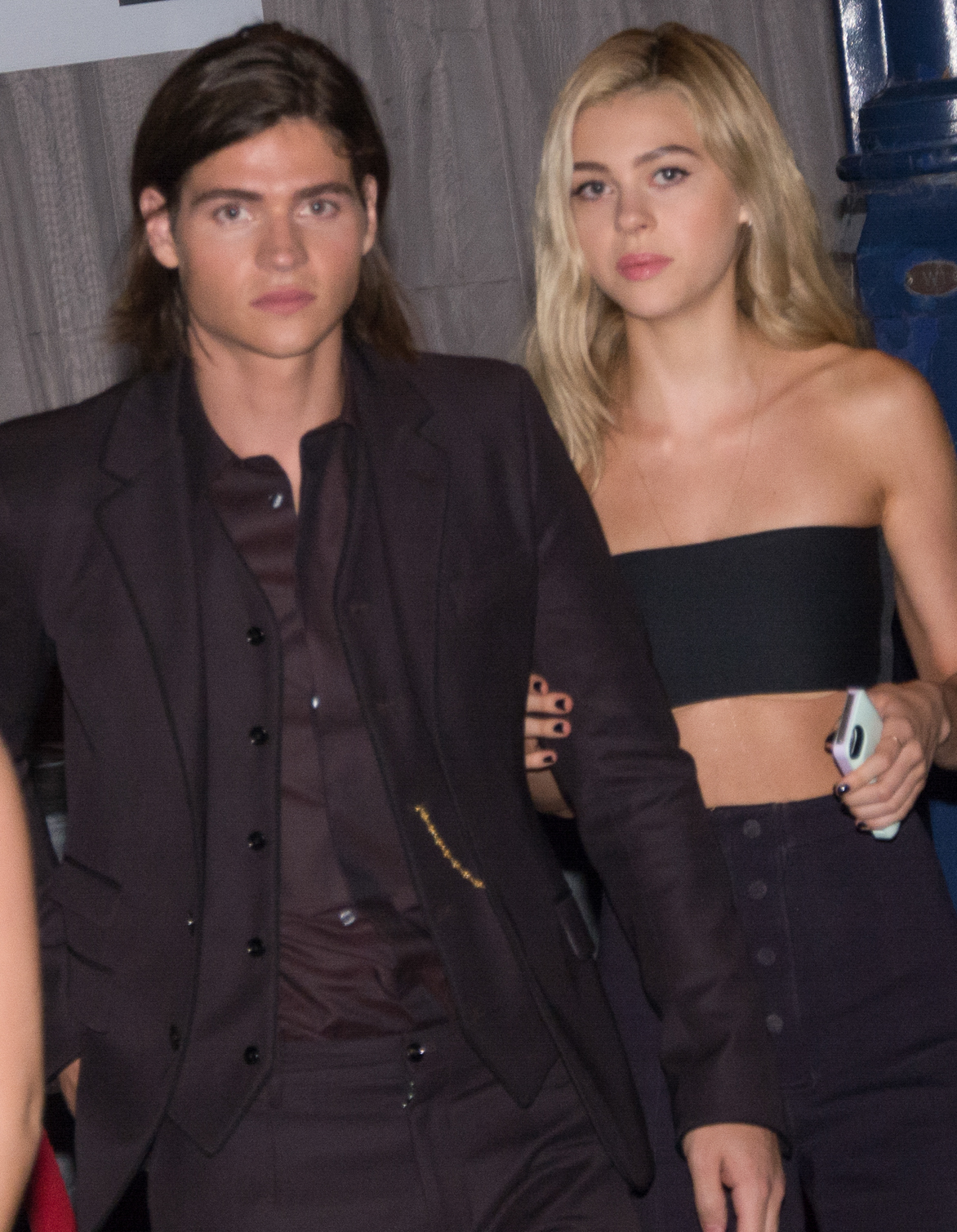
Peltz y su hermano Will en septiembre de 2014

Peltz es defensora de los derechos de los animales y ha apoyado financieramente organizaciones que accionan en contra de la eutanasia animal. Es íntima amiga de diversas celebridades, tales como Sofia Richie o Gigi Hadid. Estuvo en pareja con Anwar Hadid, hermano menor de las modelos Gigi y Bella, entre finales de 2016 y mediados de 2018. Tras separarse en malos términos de Hadid, inició una relación de seis meses con el líder de la banda LANY, Paul Klein, y fue la cara de la portada del sencillo «Thru These Tears».
Conoció a Brooklyn Beckham, hijo de David, en una oportunidad en que asistió a la casa de este en Coachella, pero no fue hasta que coincidieron un año más tarde en una fiesta de Halloween, en octubre de 2019, que comenzaron a salir. Se casaron el 9 de abril de 2022 en la casa de los Peltz en Palm Beach, de 44 mil metros cuadrados, en una ceremonia de carácter judío tasada en 3,5 millones de euros. Seis semanas antes, Nelson Peltz había contratado a dos organizadores, a quienes despidió a los nueve días. El empresario presentó una demanda contra ellos, donde afirmaba no haber recuperado un depósito de 159 000 dólares, a lo que los acusados contrademandaron, por incumplimiento de contrato. La actriz no hizo comentarios sobre el litigio, pero sí dijo que la opinión pública la estaba «juzgando sin conocerla». Más allá de ello, unos meses después de la boda la pareja anexó sus apellidos y se mudó a una mansión en Beverly Hills de veintidós millones de libras.

## Filmografía

### Cine
| Año  | Trabajo                              | Papel              | Notas                             | Ref.   |
| ---- | ------------------------------------ | ------------------ | --------------------------------- | ------ |
| 2006 | Deck the Halls                       | Mackenzie          |                                   | [ 4 ]  |
| 2008 | Harold                               | Becki              |                                   | [ 6 ]  |
| 2010 | The Last Airbender                   | Katara             |                                   | [ 5 ]  |
| 2011 | Eye of the Hurricane                 | Renee Kyte         | Estrenada directamente para video | [ 11 ] |
| 2014 | Transformers: la era de la extinción | Tessa Yeager       |                                   | [ 31 ] |
| 2014 | Affluenza                            | Kate Miller        |                                   | [ 9 ]  |
| 2016 | Youth in Oregon                      | Annie Gleason      | Estrenada directamente para video | [ 39 ] |
| 2017 | Transformers: el último caballero    | Tessa Yeager (voz) |                                   | [ 44 ] |
| 2018 | Back Roads                           | Amber Altmyer      |                                   | [ 46 ] |
| 2018 | Our House                            | Hannah             | Estrenada directamente para video | [ 49 ] |
| 2019 | The Obituary of Tunde Johnson        | Marley Meyers      |                                   | [ 51 ] |
| 2020 | Holidate                             | Felicity           |                                   | [ 53 ] |
| 2024 | Lola                                 | Lola James         | Directora y guionista             | [ 14 ] |
| 2024 | Gin & Juice                          | Bonnie             | Cortometraje                      | [ 59 ] |

### Televisión
| Año       | Trabajo                     | Papel            | Notas           | Ref.   |
| --------- | --------------------------- | ---------------- | --------------- | ------ |
| 2013-2015 | Bates Motel                 | Bradley Martin   | Temporadas 1-3  | [ 28 ] |
| 2017      | When the Streetlights Go On | Chrissy Monroe   | Episodio piloto | [ 40 ] |
| 2017      | Inhumans                    | Jane             | 1 episodio      | [ 42 ] |
| 2022      | Welcome to Chippendales     | Dorothy Stratten | 1 episodio      | [ 55 ] |

### Videos musicales
| Año  | Canción    | Artista     | Ref.   |
| ---- | ---------- | ----------- | ------ |
| 2008 | «7 Things» | Miley Cyrus | [ 18 ] |
| 2016 | «iT's YoU» | Zayn Malik  | [ 12 ] |

## Premios y nominaciones
| Año  | Trabajo                              | Premio                  | Categoría                            | Resultado | Ref.   |
| ---- | ------------------------------------ | ----------------------- | ------------------------------------ | --------- | ------ |
| 2011 | The Last Airbender                   | Premio Golden Raspberry | Peor actriz de reparto               | Nominada  | [ 8 ]  |
| 2014 | Transformers: la era de la extinción | Young Hollywood Awards  | Actriz revelación                    | Nominada  | [ 35 ] |
| 2014 | Transformers: la era de la extinción | CinemaCon Awards        | Estrella en ascenso                  | Ganadora  | [ 64 ] |
| 2014 | Transformers: la era de la extinción | Teen Choice Awards      | Actuación revelación en una película | Nominada  | [ 36 ] |
| 2015 | Transformers: la era de la extinción | Premio Golden Raspberry | Peor actriz de reparto               | Nominada  | [ 10 ] |